# Goumoens-le-Jux
Goumoens-le-Jux was een gemeente en plaats in het Zwitserse kanton Vaud en maakt sinds 1 januari 2008 deel uit van het district Gros-de-Vaud. Voor 2008 maakte de gemeente deel uit van het toenmalige district Echallens.
Goumoens-le-Jux telt 26 inwoners.

## Geschiedenis
In 2011 is de gemeente met de andere gemeenten Eclagnens en Goumoens-la-Ville opgegaan in de nieuwe gemeente Goumoëns.